# Drüpt
Drüpt ist ein Ortsteil der Gemeinde Alpen im Kreis Wesel in Nordrhein-Westfalen. Verwaltungstechnisch gehört der Ort zu Alpen-Mitte.

## Lage
Drüpt liegt 2 km nordöstlich vom Kernort Alpen. Die Bundesautobahn 57 verläuft südlich in 4 km Entfernung.

## Geschichte
Erste Siedlungsspuren belegen in Drüpt einen Posten der XXX. römischen Legion. Es gibt Vermutungen, dass der Name Drüpt auf den antiken Ortsnamen „Trepitia“ zurückgeht. Nach dem Fall der weströmischen Rheingrenze im frühen 5. Jahrhundert wurde die Siedlung zwischenzeitlich aufgegeben. Archäologische Funde deuten jedoch auf eine Wiederaufsiedlung Drüpts ab dem 6. Jahrhundert hin.
Urkundlich wurde Drüpt erstmals 1260 erwähnt, als Patriziergeschlecht derer von Drüpt, welche bis zum 16. Jahrhundert in den Rats- und Schöffenverzeichnissen von Rheinberg zu finden waren. Überliefert ist auch die Zollstelle Drüpstein aus dem Jahre 1579, welche eine gute Einnahmequelle der Herren von Alpen war. 1662 bestand die Bauerschaft Drüpt aus 17 Höfen und Kastellen.
Von 1923 bis 1929 bestand in Drüpt ein Ordensinternat („Konvikt“) der Pallottiner. Dort unterrichtete – mit anderen Patres – Pater Richard Henkes.
Am 1. April 1939 wurde Drüpt nach Alpen eingemeindet. Am 1. Juli 1969 kam es im Rahmen der ersten Phase der Neugliederung in Nordrhein-Westfalen zum Zusammenschluss der Gemeinden Alpen, Menzelen und Veen zur Gemeinde Alpen.

### Bevölkerungsentwicklung
- 1830: 121[9]
- 1910: 198[10]
- 1931: 293[11]
- 2011: 637[12]
- 2016: 582
- 2023: 531

## Bildung und Sport
In Drüpt gibt es einen seit 1683 bestehenden Bürgerschützenverein. Zudem hat der Reit- und Fahrverein "St. Georg" Alpen in Drüpt sein Vereinsgelände angesiedelt.